# ولاية برتين
وِلَايَةُ بَرْتِين من ولايات تركيا وعاصمتها مدينة برتين. تبلغ مساحتها 1,960 كم2 ويبلغ عدد سكانها 184,178 نسمة كما يبلغ معدل الكثافة السكانية 93/كم2. تقع شمال تركيا في منطقة البحر الأسود.